# Własność Knastera
Własność Knastera – własność praporządków rozważana w teorii forsingu, teorii algebr Boole’a oraz topologii (w ostatnich dwóch dziedzinach formułowana odpowiednio jako własność algebry Boole’a lub własność przestrzeni topologicznej). Jest ona określana jako silna własność przeliczalnych antyłańcuchów (ccc). Nazwa tej własności została wprowadzona dla uhonorowania polskiego matematyka Bronisława Knastera, który pierwszy badał podobne własności.

## Definicje
Niech {\displaystyle (\mathbb {P} ,\leqslant )} będzie praporządkiem.
- Zbiór {\displaystyle L\subseteq \mathbb {P} } jest połączony (ang. linked), jeśli każde dwa elementy {\displaystyle L} mają wspólne ograniczeni dolne w {\displaystyle \mathbb {P} ,} czyli gdy

{\displaystyle {\Big (}\forall p,q\in L{\Big )}{\Big (}\exists r\in \mathbb {P} {\Big )}{\Big (}r\leqslant p\ \wedge \ r\leqslant q{\Big )}.}
- Praporządek {\displaystyle (\mathbb {P} ,\leqslant )} ma własność Knastera, jeśli każdy nieprzeliczalny podzbiór {\displaystyle \mathbb {P} } zawiera nieprzeliczalny zbiór połączony.
- Powiemy, że algebra Boole’a {\displaystyle (\mathbb {B} ,+,\cdot ,-,0,1)} ma własność Knastera, jeśli porządek booleowski (na {\displaystyle \mathbb {B} \setminus \{0\}}) ma własność Knastera. Ponieważ w algebrze Boole’a zbiory połączone to zbiory elementów parami nierozłącznych, warunek ten możemy sformułować następująco:

każdy nieprzeliczalny podzbiór {\displaystyle A\subseteq \mathbb {B} } zawiera nieprzeliczalny podzbiór {\displaystyle L\subseteq A\setminus \{0\},} dla którego mamy
{\displaystyle (\forall a,b\in L)(a\cdot b\neq 0).}
- Powiemy, że przestrzeń topologiczna {\displaystyle (X,\tau )} ma własność Knastera, jeśli rodzina {\displaystyle \tau \setminus \{\varnothing \}} niepustych zbiorów otwartych w {\displaystyle X} uporządkowana przez inkluzję ma własność Knastera. Ponieważ w tym praporządku rodziny połączone to rodziny zbiorów parami nierozłącznych, warunek ten możemy sformułować następująco:

każda nieprzeliczalna rodzina niepustych zbiorów otwartych {\displaystyle A\subseteq \tau \setminus \{\varnothing \}} zawiera nieprzeliczalną podrodzinę {\displaystyle L\subseteq A,} w której przekrój każdych dwóch elementów jest niepusty.
Uwaga terminologiczna
Niektórzy autorzy określają tę własność mianem własności K.
Ponieważ istnieją niekonsekwencje w użyciu praporządków, czasami używa się określeń dolna własność Knastera (Knaster’s condition downwards) i górna własność Knastera (Knaster’s condition upwards). Definicja własności Knastera podana powyżej byłaby określona w tej terminologii jako dolna własność Kanstera.

## Własności i przykłady
Dowody wymienionych poniżej faktów oraz więcej informacji o własności Knastera czytelnik może znaleźć w monografii Winfrieda Justa i Martina Weese oraz książce Tomka Bartoszyńskiego i Haima Judaha.
- Jeśli {\displaystyle (\mathbb {P} ,\leqslant )} będzie praporządkiem, który ma własność Knastera, to każdy antyłańcuch w {\displaystyle \mathbb {P} } jest przeliczalny (czyli praporządek ten spełnia ccc).
- Jeśli {\displaystyle (\mathbb {P} ,\leqslant ),} {\displaystyle (\mathbb {Q} ,\sqsubseteq )} są praporządkami spełniającymi ccc i jeden z tych praporządków ma własność Knastera, to ich produkt z porządkiem po współrzędnych też spełnia ccc. Jeśli oba te praporządki mają własność Knastera, to ich produkt też ma tę własność.

Stad, jeśli {\displaystyle X,Y} są przestrzeniami topologicznymi spełniającymi ccc i jedna z tych przestrzeni ma własność Knastera, to produkt {\displaystyle X\times Y} jest przestrzenią ccc. Jeśli obie przestrzenie mają własność Knastera, to ich produkt ma tę własność.
- Każdy przeliczalny praporządek ma własność Knastera. Każda przestrzeń topologiczna spełniająca II aksjomat przeliczalności ma własność Knastera. W szczególności prosta rzeczywista jest przestrzenią topologiczną, która ma własność Knastera.
- Rozważmy rodzinę tych wszystkich borelowskich podzbiorów prostej {\displaystyle \mathbb {R} ,} które mają dodatnią miarę Lebesgue’a uporządkowaną przez inkluzję (czyli jest to pojęcie forsingu Solovaya). Porządek ten ma własność Knastera.
- Przy założeniu MA oraz ¬CH, każdy praporządek spełniający ccc ma własność Knastera.
- Przy założeniu V=L istnieją ccc praporządki, które nie mają własności Knastera.
- Praporządki które spełniają ccc, ale nie mają własności Knastera, mogą być bardzo definiowalne/„porządne”. Np. jest niesprzecznym, że istnieje ccc pojęcie forsingu, które jest Suslina, ale które nie ma własności Knastera[6].